# Claude Garamond

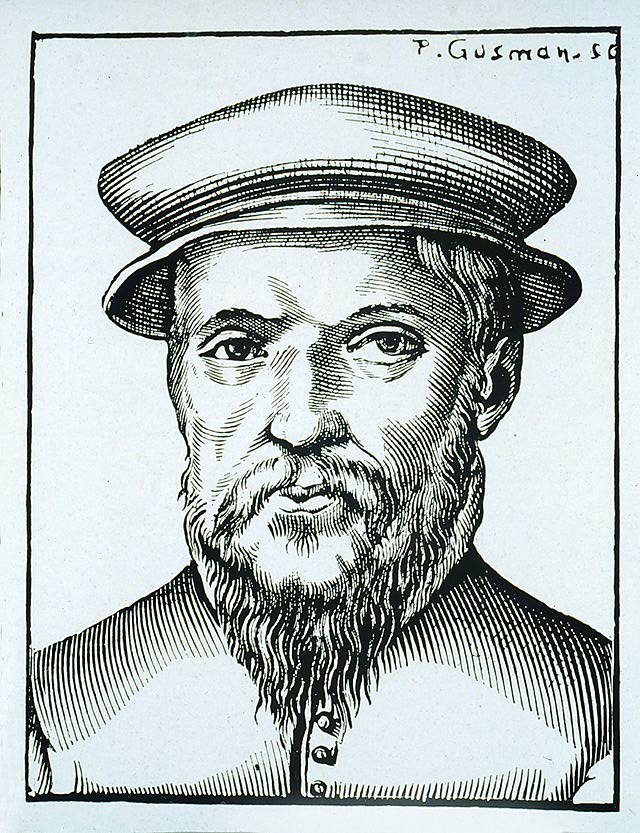
Claude Garamond

Claude Garamont (geboren zwischen 1490 und 1510, gestorben 1561 in Paris), heutige Schreibweise meist Claude Garamond, war ein in der französischen Hauptstadt ansässiger Stempelschneider und Schriftgestalter, der kurzzeitig auch als Buchdrucker und Verleger tätig war. Garamond war ein angesehener Graveur von Schriftmatrizen. Die auf ihn zurückgehenden Garamond-Schriften zählen bis heute zu den verbreitetsten Schriftarten. Darüber hinaus gelten sie als das Parademodell der französischen Renaissance-Antiqua. Typografiexperten sowie Fachhistoriker des 20. Jahrhunderts räumen Garamond in Bezug auf die Entwicklung der Druckschriften eine überragende Bedeutung ein.
Garamonds in den Besitz unterschiedlicher Stempelschneider und Schriftgießereien übergegangene Hinterlassenschaft löste im 19. und 20. Jahrhundert mehrere Kontroversen aus bezüglich der Originalgetreue der noch vorhandenen Muster und Matrizen. Ungeachtet dessen erlebten Garamond-Schriften seit Beginn des 20. Jahrhunderts eine bis heute anhaltende Renaissance. Ausdruck dieses anhaltenden Interesses sind die zahlreichen im Einsatz befindlichen Garamond-Computerschriften wie beispielsweise die im klassischen Buchsatz weitverbreiten Schriften Sabon, Stempel Garamond und Adobe Garamond.

## Leben

### Herkunft und Ausbildung
Claude Garamond stammte vor allem mütterlicherseits, aber auch auf der Vaterseite aus einer Familie von Druckern. Seine Eltern waren Yvon Garamont (oder: Garamour) und seine Frau Françoise Barbier. In welchem Jahr er geboren wurde, ist unklar. Als mögliche Geburtsjahre werden Jahreszahlen zwischen 1480 und 1510 genannt (siehe unten). Es ist auch nicht bekannt, in welchem Zeitraum Garamond zum Stempelschneider ausgebildet wurde.
Garamond absolvierte seine Ausbildung im Druckereibetrieb der Familie Estienne. Als Ausbilder firmierte der Pariser Drucker und Stempelschneider Antoine Augereau. Mit in sie involviert war der eng mit dem Betrieb Estienne verbundene Drucker und Stempelschneider Simon de Colines. In dieser Zeit blühte das Buchdrucker-Gewerbe im historischen Quartier Latin unweit der Sorbonne auf.

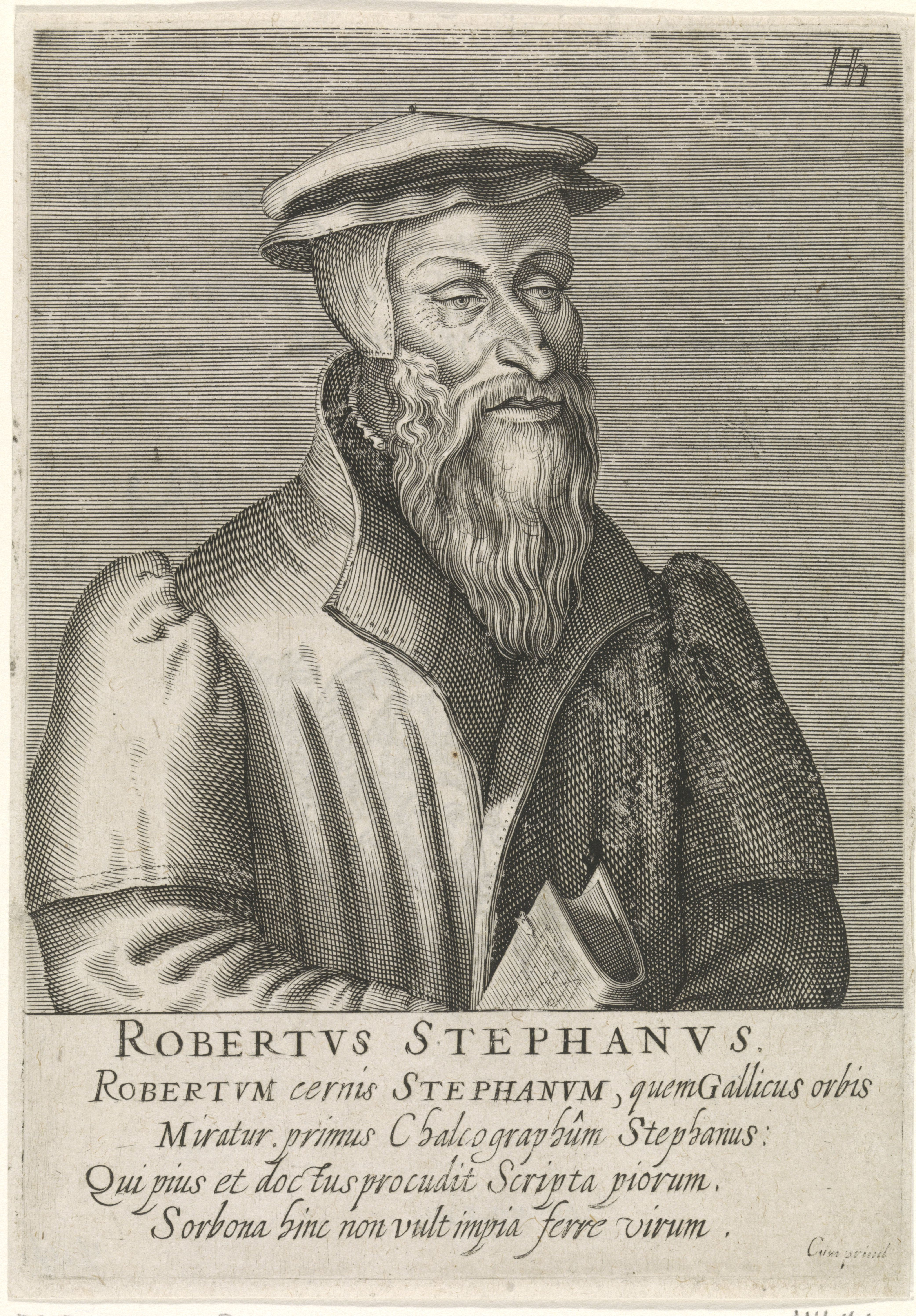
Robert Estienne

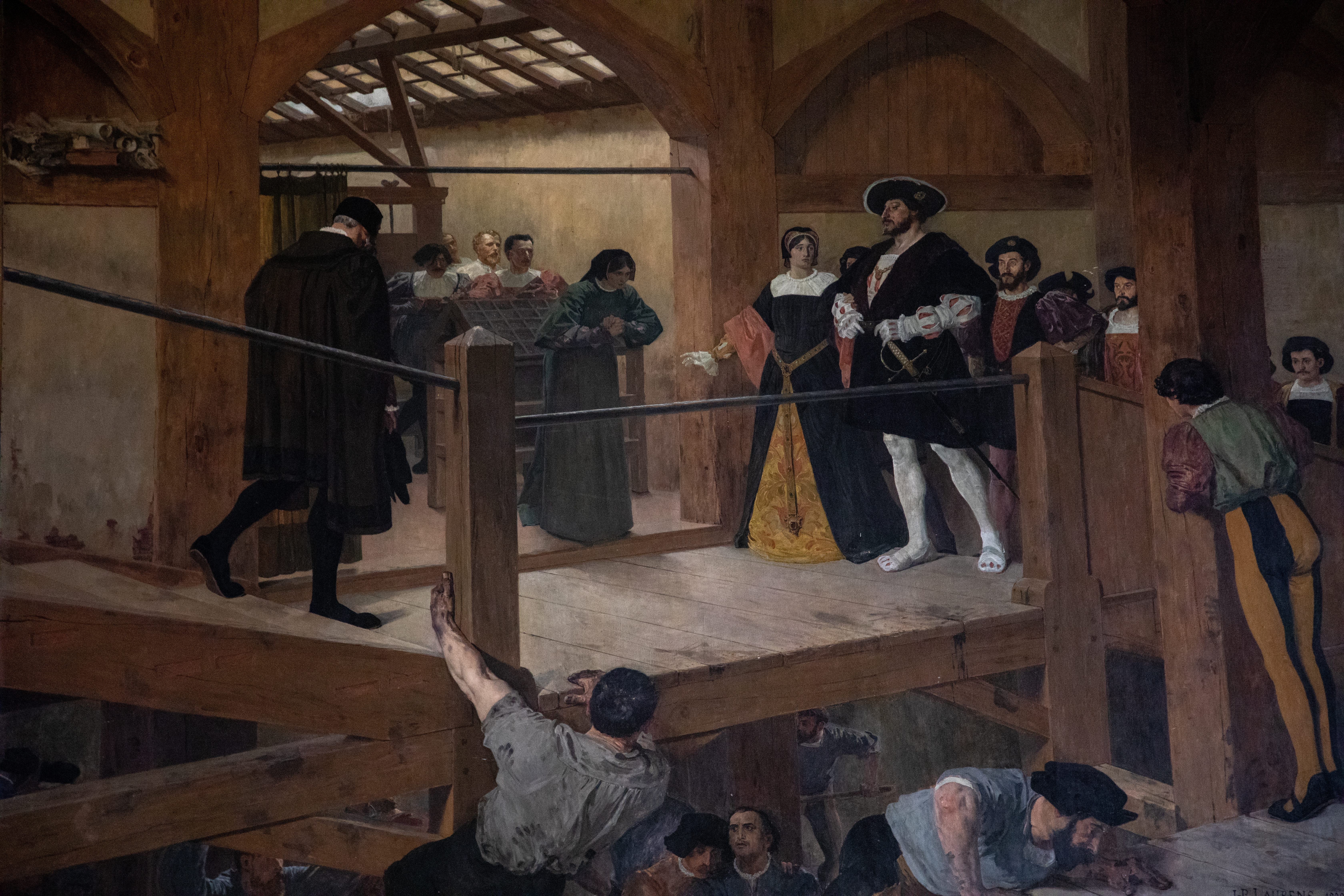
Franz I. und seine Schwester Margarete von Navarra besuchen die Druckerei von Robert Estienne (Gemälde, 1899)

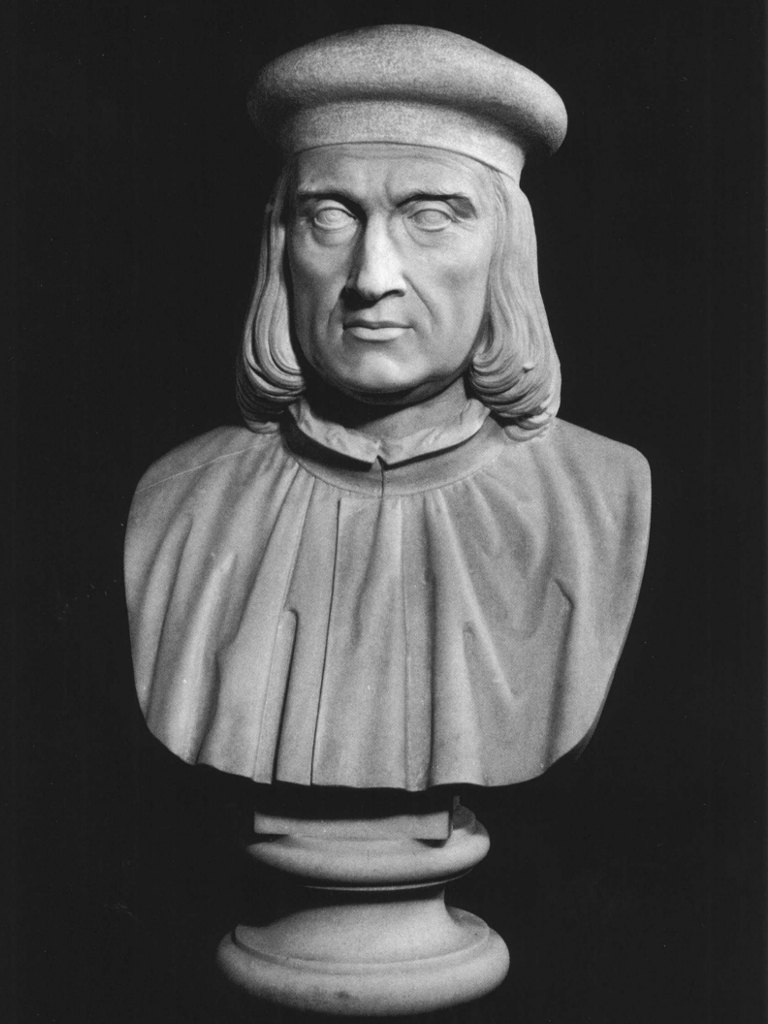
Büste von Aldus Manutius

Die dominierende Dynastie in diesem aufstrebenden Gewerbe war die Familie Estienne. Der Gründer des Familienunternehmens, Henry Estienne, verstarb 1520. Bereits fünf Jahre zuvor hatte sein Sohn Robert Estienne die Weiterführung des Betriebs übernommen. Henrys Frau Guyone Viart heiratete nach Henrys Tod Simon de Colines und erweiterte – im Zug der verbreiteten Eheschließung aus ökonomischen Erwägungen heraus – das Familiengefüge des Unternehmens. Der voranschreitende Ausbau des Estienne-Unternehmens war sowohl politisch als auch im Hinblick auf die Weiterentwicklung der damaligen Antiqua-Schriften von Bedeutung. Politisch standen die maßgeblichen Akteure der Pariser Buchdruckerlandschaft dem Humanismus nahe. Maßgeblicher Theoretiker war der 1480 in Bourges geborene Buchdrucker und Gelehrte Geoffroy Tory. In seinem Werk Champfleury (1529) entwickelte Tory ein frühes System der Proportionsgestaltung von Zeichen; darüber hinaus war er einer der frühen Mentoren Garamonds und stand bezüglich fachlicher Fragen mit diesem in Austausch.
Stilistisches Vorbild für Augereau, de Colines und später Garamond waren die venezianischen Schriften von Francesco Griffo und Aldus Manutius; als Vorbild für Kursivschriften fungierten Vorlagen von Schreibmeistern wie Ludovico degli Arrighi. Aufgrund personeller Verbindungen war der Zugang zu den Schriften der italienischen Drucker zwar niedrigschwellig. Ungeachtet dessen bemühten sich die französischen Stempelschneider, das Bild der Antiqua klarer zu gestalten und von den spätmittelalterlichen Resten der Inkunabelzeit zu befreien. So entstand die französische Renaissance-Antiqua.
Politisch gerieten die Buchdrucker im Quartier Latin zunehmend in Konflikt mit der katholischen Orthodoxie – konkret: dem Rektorat der Pariser Universität, kirchlichen Würdenträgern und schließlich auch dem Königshaus. Franz I. sowie seine – Franz weiter in diese Richtung beeinflussende – Schwester Margarete von Navarra standen dem humanistischen Gedankengut zunächst aufgeschlossen gegenüber. Das Verhältnis zwischen Humanisten und Obrigkeit war allerdings von Spannungen geprägt – nicht zuletzt aufgrund der rigide praktizierten Zensur. Der latent schwelende Konflikt eskalierte 1534 im Zug der sogenannten Plakataffaire. Anlass war ein Aushang, welcher in Paris sowie einigen größeren Städten verbreitet wurde, und dessen Inhalt den Machtmissbrauch der Katholischen Kirche in scharfen, teils polemischen Worten kritisierte. Möglicher Auslöser für die mit der Plakatffäre einhergehende Wende des Königshauses war der Umstand, dass ein Plakatexemplar direkt im königlichen Schloss sichergestellt wurde. Die Plakataffäre verhärtete nicht nur die Fronten zwischen Königshaus und den – sich zu diesem Zeitpunkt immer unübersehbarer formierenden – Anhängern der Reformation. Unter den im Zug der Affäre Hingerichteten befand sich auch Claude Garamonds Ausbilder Antoine Augereau. Unweit des Seine-Ufers auf dem Place Maubert wurde Augereau am 24. Dezember 1534 gehenkt und mit seinen Büchern auf dem Scheiterhaufen verbrannt.

### Stempelschneider und Schriftgestalter
In den 1530er Jahren wurde Garamond als Stempelschneider in eigener Regie tätig. Er arbeitete für teils hochangesehene Auftraggeber und machte mit außergewöhnlichen Schrift-Fertigungen von sich reden. 1530 erstellte er eine erste Schrift für das Unternehmen von Robert Estienne – eine Cicero, größentechnisch also etwa 12–14 heutige Punkt große Type. Fachleute attestieren dieser Schrift erkennbare Einflüsse seines Lehrmeisters Augereau. Weitere Stempelanfertigungen erfolgten für die Druckerei von Simon de Colines, der 1526 eine eigene Druckerei begründet hatte. 1533 schnitt er eine Cicero für die Druckerei von Claude Chevallon – einen weiteren Pariser Drucker, in dessen Werkstatt er bis 1540 arbeitete. Garamonds Meistertitel wird auf das Jahr 1538 datiert. Auszugehen davon ist, dass er zu jener Zeit bereits in eigener Regie arbeitete – als Graveur von Stempeln, die für das Erstellen von Bleiettern vonnöten waren. Von der Position her gehörte er so zu jeder Minderheit im Buchgewerbe-Metier, die sich erfolgreich spezialisiert hatten und sich allein auf die Produktion von Schrift-Vorlagen kaprizierten – anstatt als Arbeitnehmer an eine bestimmte Druckerei gebunden zu sein.

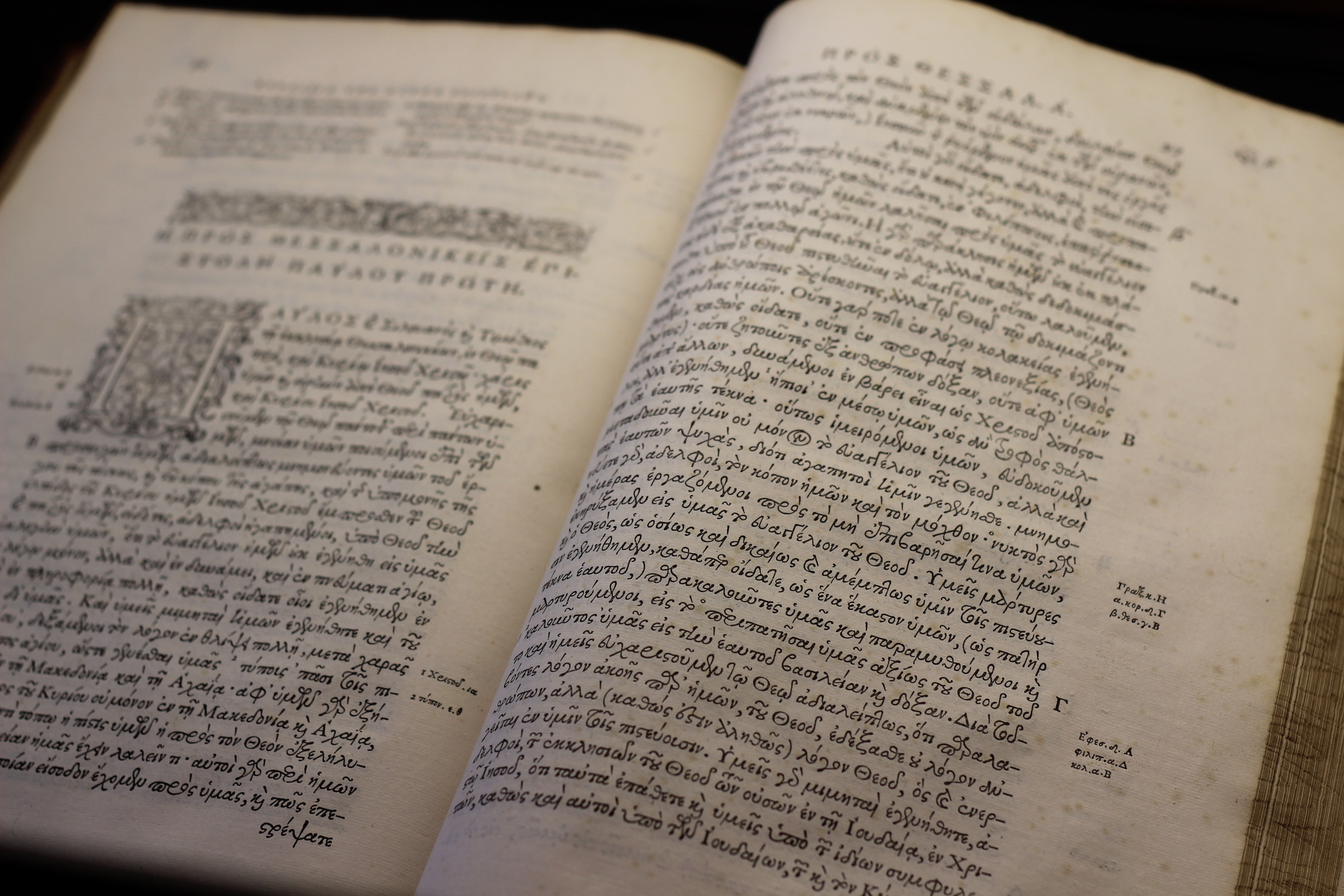
Eine mit den Grecs du Roi gedruckte Bibel von Robert Estienne

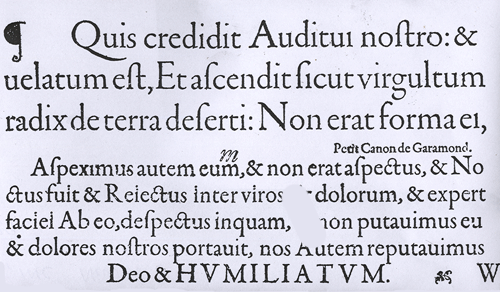
Garamond-Schriften in einem Druck von 1592

Die 1530 für Estienne gefertigte Schrift erwies sich als die erste Blaupause für „die“ Garamond, wie sie in späteren Jahrhunderten verstanden wurde. Garamonds Schriften – zunächst noch in der Tradition der aldinen Schriften aus Venedig stehend – näherten sich mehr und mehr jenem Stil, der für seine Schriften später als charakteristisch galt. Ein Meilenstein für Garamonds Reputation waren die Grecs du Roi – drei griechische Schriftschnitte, welche er 1540 im Auftrag des königlichen Bibliothekars und Ratgebers Pierre Duchâtel erstellte. Mit 225 Livre betrug das Entgelt mehr als das übliche Jahreseinkommen eines Stempelschneiders. Die Grecs du Roi fanden erstmals 1543 in einer von Robert Estienne verlegten Bibelausgabe Verwendung. Sie begründeten Garamonds Ruf als einer der besten Stempelschneider Frankreichs.
Ab 1540 avancierte der Pariser Drucker Pierre Gaultier zu einem von Claude Garamonds Hauptauftraggebern. In erster Ehe heiratete Garamond dessen Tochter Guillemette Gaultier, die 1550 allerdings verstarb. Kurzzeitig – 1545 und 1546 – versuchte Garamond, sich auch als Buchverleger zu etablieren. Der Grund war, dass ihm das Arbeiten als Dienstleister und Schriften-Zulieferer für andere Druckereien ihm zu wenig lukrativ erschien. Der Verlag hatte seinen Sitz in der Werkstatt von Pierre Gaultier. Die Buchexemplare, die Garamond – oder: Garamond zusammen mit Gaultier – fertigte, waren vor allem an ein wohlhabendes Publikum adressiert. Stilistisch orientierten sie sich an den Buchdrucken von Aldus Manutius. Die Gestaltung war klar gehalten, die haptische Ausstattung der einzelnen Bücher hochwertig.
Als weiterer bedeutsamer Auftraggeber hinzugekommen war seit den 1530er-Jahren der Antwerpener Druckereibesitzer und Verleger Christophe Plantin. In Sachen Größe sowie Langlebigkeit des Betriebs war die Familiendynastie Plantin durchaus vergleichbar mit derjenigen der Estiennes. Um 1550 begründete Garamond eine Werkstatt in der Rue des Carmes im Quartier Latin. Als Partner fungierte der Stempelschneider Guillaume Le Bé, der unter anderem Spezialist für hebräische sowie arabische Schriften war. Zusammen bildeten Garamond und Le Bé eine Reihe Lehrlinge aus – darunter den aus Lyon stammenden Stempelschneider Jacques Sabon.
Ökonomisch tragfähig wurde der Betrieb vor allem durch die Produktion und den Verkauf von Typenmatrizen für Antiqua-Schriften in klassisch-römischer (sprich: renaissancehafter) Art. 1550 fertigte Garamond eine Kursivschrift, die große Anerkennung erfuhr, als Ideal-Ergänzung für seine 1530 geschaffene Antiqua angesehen wurde und auf Anregung von Jean de Gagny, dem seinerzeitigen Rektor der Sorbonne entstand.
1551, ein Jahr nach dem Tod seiner ersten Frau, heiratete Garamond die vergleichsweise wohlhabende Ysabeau Le Fèvre. Die zweite Ehe brachte ihm neben mehreren Weingärten ein Haus in der Rue Saint-Denis am rechten Seine-Ufer. Seit der Eröffnung seiner Werkstatt in der Rue des Carmes unter dem Namen Le Boulle agierend, verstarb Claude Garamond – kinderlos – in der zweiten Hälfte des Jahres 1561.

## Nachlass

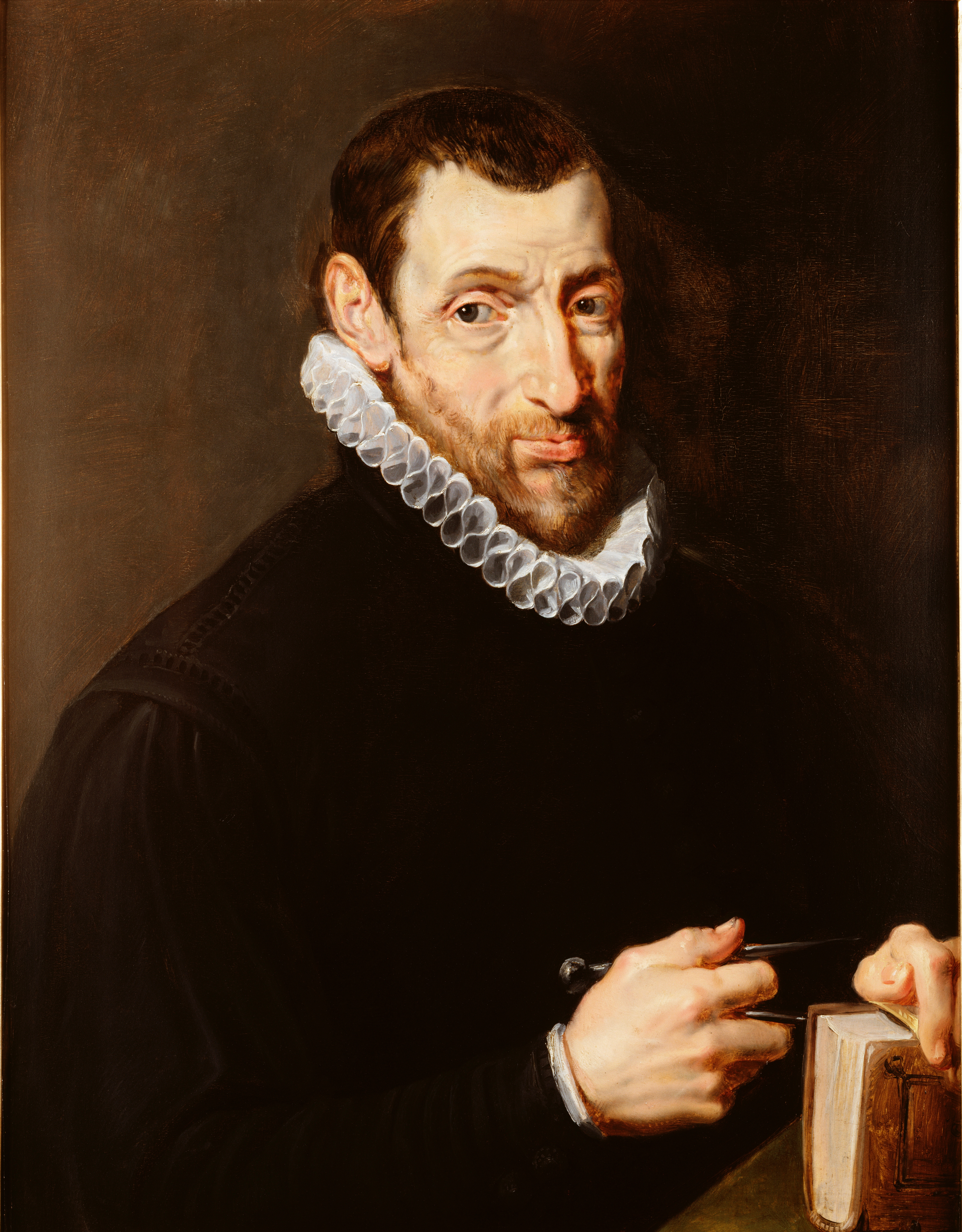
Christophe Plantin (Peter Paul Rubens, 1612–1616)

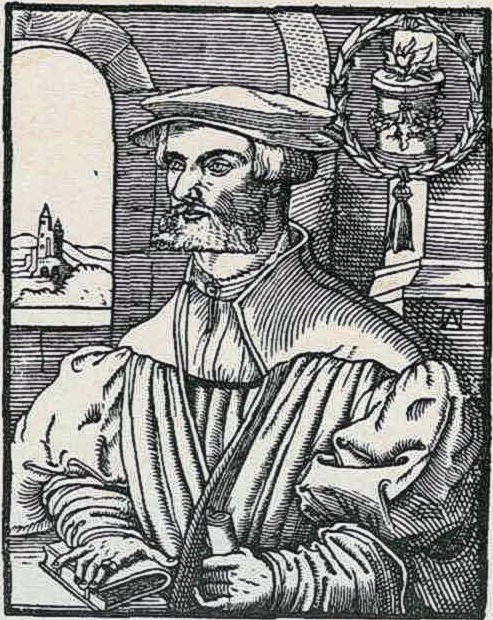
Christian Egenolff

Claude Garamonds Testamentabfassung erfolgte am 23. September 1561, die von Guillaume Le Bé vorgenommene Inventarisierung der Gießerei-Bestände am 18. November. Die von Ysabeau Le Fèvre vollzogenen Verkäufe der Bestände gestalteten sich im Wesentlichen wie folgt:
- Ein kleiner Teil des Typenrepertoires überging in den Besitz von Guillaume Le Bé. Von dessen Nachfolgern zunächst an die Erben von Christophe Plantin veräußert, gelangten sie im 18. Jahrhundert in den Besitz der Pariser Druckerfamilie Fournier.[13]
- Die meisten originalen Matrizen und Stempel wurden von Christophe Plantin erworben. Nach Liquidierung des Plantin’schen Unternehmens im 19. Jahrhundert gingen sie in den Besitz des Plantin-Moretus-Museums in Antwerpen über.[3]
- Ein kleiner Teil der Matrizen – konkret: sieben Antiqua-Serien – gingen in den Besitz des Stempelschneiders Jacques Sabon bzw. Jakob Sabon über und gelangten über diesen in den Besitz der Frankfurter Druckerei Egenolff.[14]

Die insgesamt 1327 Originalstempel der Grecs du Roi sind unabhängig von dem aufgeführten Erbmasse zu betrachten. Sie befanden sich im Besitz von Robert Estienne und gingen – nach dessen Konversion zum Calvinismus sowie dem 1550 erfolgten Wegzug nach Genf – im späten 16. oder frühen 17. Jahrhundert an die über den Besitztitel verfügende Imprimerie Royale über.
Der Verbleib der in unterschiedliche Besitzstände übergegangenen Originalmatrizen und Stempel Garamonds sorgte in den Folgejahrhunderten für eine Reihe Auseinandersetzung bezüglich der Originalität späterer Nachschnitte. Verkompliziert wurde die Situation dadurch, dass Matrizenbestände des im 17. Jahrhundert lebenden Sedaner Stempelschneiders Jean Jannon in den Besitz der Imprimerie Royale gelangten und in der Folge unter dem Etikett „Garamond“ zirkulierten. Als Referenzen für Originaltreue galten im ersten Viertel des 20. Jahrhunderts:

### Das Egenolff-Berner Schriftmuster
Das 1592 gefertigte Schriftmuster der Frankfurter Druckerei Egenolff-Berner gilt nicht nur als eine der frühesten Schriftproben überhaupt. Die Urheberschaft Garamonds an den Matrizen von Sabon und Plantin gilt heute als allgemein gesichert. Jacques Sabon (späterer Name: Jakob Sabon) fungierte seit 1555 – also noch zu Garamonds Lebzeiten – als Meister in der Frankfurter Druckerei von Christian Egenolff, hatte 1571 in die Egenolff-Familie eingeheiratet und nach Egenolffs Tod den Betrieb übernommen. Sabon arbeitete in den 1560er Jahren mit Plantin zusammen; darüber hinaus befand sich ein Teilbestand der Garamond-Erbmasse in seinem Besitz. Nach Sabons Tod 1590 heiratete seine Witwe Judith Egenolff Konrad Berner; 1592 erfolgte die Veröffentlichung der Egenolff-Berner Schriftprobe, die neben Garamond-Schriften auch Kursivschrift-Proben des französischen Stempelschneiders Robert Granjon enthält. Die lange Zeit unbekannte Schriftprobe wurde vor dem Ersten Weltkrieg wiederentdeckt und genießt seither den Ruf einer besonders originalnahen Quelle. Auf ihr basieren sowohl die ab 1925 in Produktion gegangene Stempel Garamond als auch die 1967 von Jan Tschichold entwickelte Sabon sowie deren Nachfolger Sabon Next von 2002.

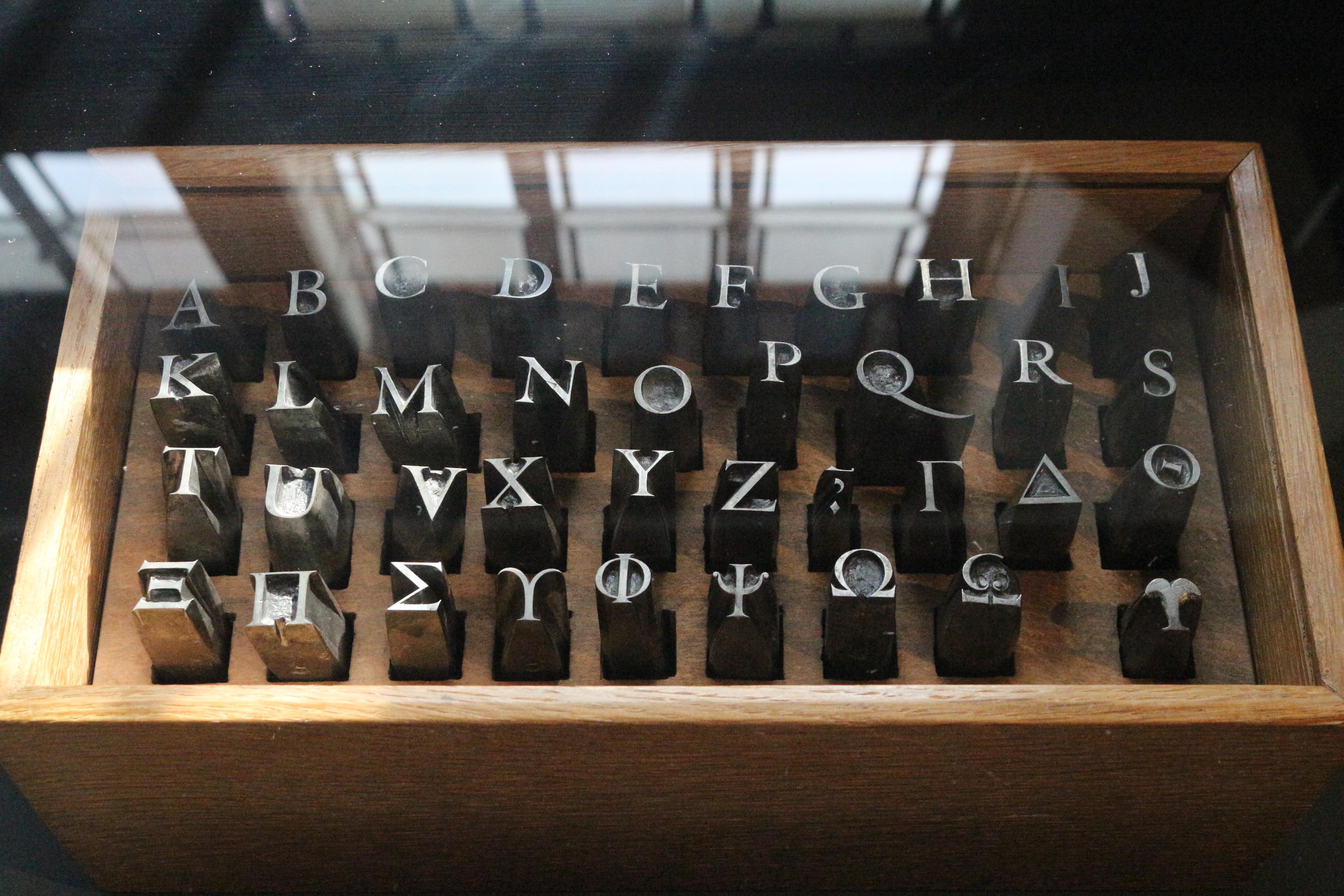
Garamond-Großbuchstaben-Stempel im Plantin-Moretus-Museum (spiegelverkehrt)

### Garamond-Originalbestände im Plantin-Moretus-Museum
Ein der Egenolff-Berner Schriftprobe vergleichbares Renommée genießen die im Besitz des Plantin-Moretus-Museum befindlichen Garamond-Stempel und -Vorlagen aus der Hinterlassenschaft von Christophe Plantin und Erben. Plantins in Antwerpen befindliche Druckerei ging später an dessen Schwiegersohn Jan Moretus über, von diesem an dessen Frau Martina Plantin, die das Unternehmen nach Moretus’ Tod weiterleitete. Auf den Originalquellen im Plantin-Moretus-Museum basiert insbesondere die Adobe Garamond – eine Neuentwicklung von Robert Slimbach, die dieser Ende der 1980er Jahre für das neu gestartete Schriftenprogramm von Adobe fertigte.

### Irrtümlich zugerechnete Schriften von Jean Jannon in der Imprimerie Royale

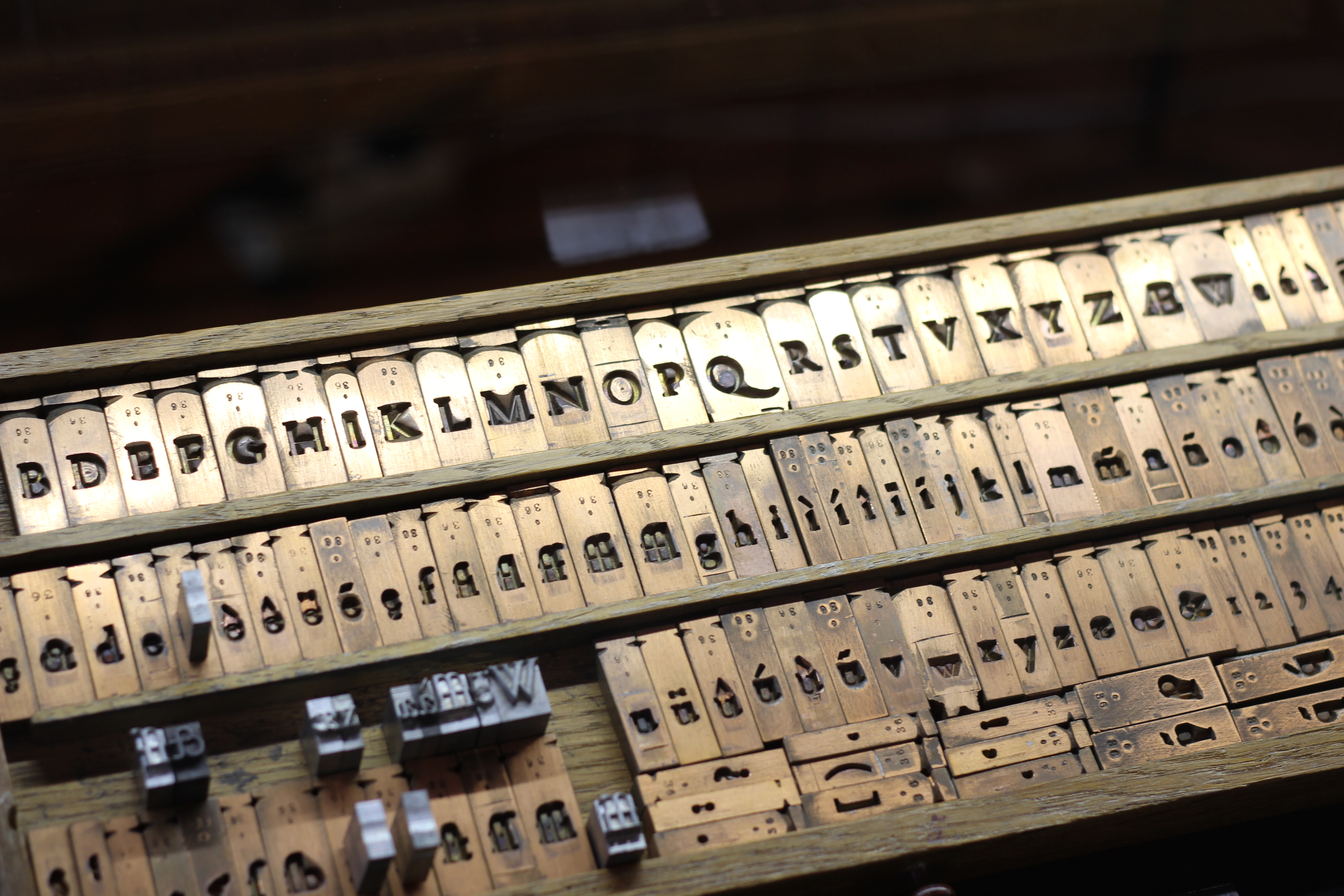
Matrizen von Jean Jannon in der Imprimerie Nationale

Als dritte Referenz für Originaltreue galt lange Zeit die Pariser Imprimerie Royale. In der ersten Hälfte des 17. Jahrhunderts gelangte diese in Besitz von Schriftbeständen des Sedaner Druckers Jean Jannon – darunter auch die zeitweilig unter dem Namen Caractère de l’Université verwendete und später in Vergessenheit geratene Imprimerie-Hausschrift. Ab dem 19. Jahrhundert mehrfach als Garamond-Schriften deklariert, waren die Jannon-Schriften Auslöser einer Verwechslung, in deren Folge eine Reihe (vorwiegend US-amerikanische sowie britische) Garamond-Schriften vermarktet wurden, denen in Wirklichkeit die Schriften Jannons zugrunde lagen.
Aufgedeckt wurde dieser Irrtum von der amerikanisch-britischen Typografie-Expertin und Journalistin Beatrice Warde. In einem unter dem Pseudonym Paul Beaujon geschriebenen Artikel für das Monotype Magazin The Fleuron stellte sie 1926 das Ergebnis ihrer Nachrecherchen zur Diskussion. Als besonders originalnah klassifizierte Warde die von George W. Jones entworfene Granjon – versehen mit der Pointe, dass die nicht die Bezeichnung „Garamond“ im Namen tragende Granjon einer der wenigen Garamond-Entwürfe sei, der nah an das Original heranragten. Garamond-Versionen, die auf den Jannon-Schriften basierten, waren unter anderem: die ATF Garamond (Morris Fuller Benton und Thomas M. Cleland, 1917), die Monotype Garamond (Frederic Goudy, 1921), die Mergenthaler-Linotype Garamond von 1925 sowie die Garamont von Deberny & Peignot (Georges und Charles Peignot, 1912–1928).

## Biografische Unklarheiten
Die biografischen Ungewissheiten bezüglich Claude Garamonds Leben und Werk beruhen unter anderem darauf, dass lediglich eine halbwegs zeitnahe Quelle vorhanden ist: ein Bericht aus dem Jahr 1643, den ein Nachkomme von Guillaume Le Bé’ verfasste. Unklar sind vor allem Garamonds Geburtsjahr (sowie, damit zusammenhängend, der Beginn seiner Ausbildung) und die Schreibweise des Namens.

### Geburtsjahr
Angaben zu Garamonds (wahrscheinlichem) Geburtsjahr bewegen sich innerhalb einer großen Spannbreite. Als Geburtsjahr-Angaben verbreitet sind: 1480, 1490, 1498/99 sowie 1510. Biografische und fachhistorische Texte, welche die Geburt und den Ausbildungsbeginn zeitlich später verorten, argumentieren, dass eine wesentlich frühere Ansetzung des Geburtsjahrs zu einer ungewöhnlich langen Ausbildungszeit führen würde. Die zeitliche Unklarheit betrifft vor allem Garamonds Anfangsjahre. Ab den 1530er Jahren sind mehr biografische Informationen vorhanden.

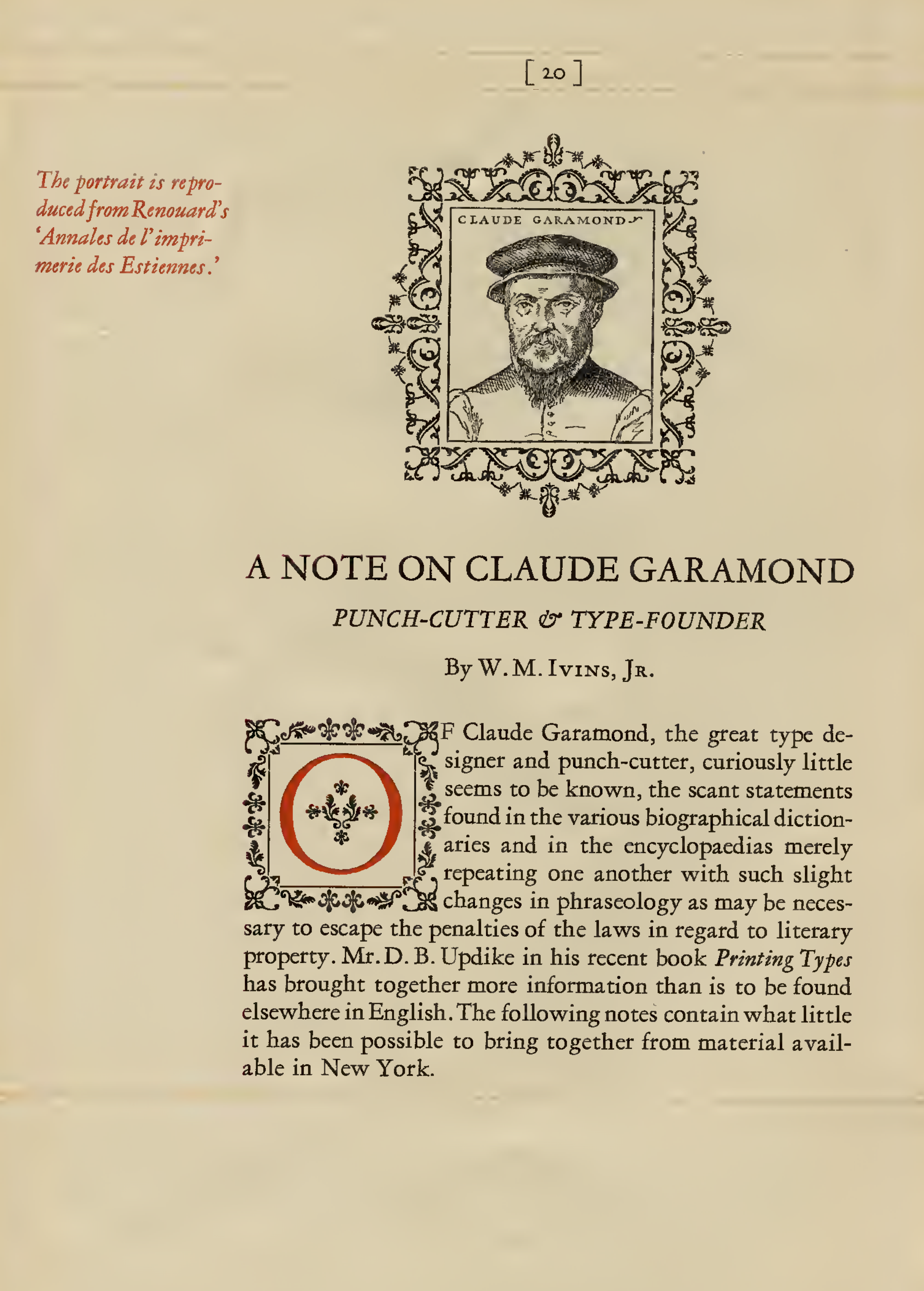
Musterdruck für die Garamont von Monotype

### Garamont oder Garamond?
Garamond selbst hat seinen Namen mit t geschrieben, also Garamont. Die Schreibweise Garamont taucht auch in den meisten zeitgenössischen Dokumenten auf. Nichtsdestotrotz avancierte Garamond mit d zu der gängigsten, zeitweilig sogar der einzigen Form.
Dass die Schreibweise Garamond im 20. Jahrhundert beibehalten wurde, hängt damit zusammen, dass bei der Benennung neu geschaffener Garamond-Schriften üblicherweise die Schreibweise Garamond verwendet wurde. Nur für zwei Neuschöpfungen wurde die Schreibweise Garamont gewählt: die 1920 für Lanston-Monotype geschaffene Garamont von Frederic Goudy und die Garamont von Deberny & Peignot. Frederic Goudy gab in seiner 1946 erschienenen Autobiografie an, die abweichende Schreibweise mit t sei lediglich aus Alleinstellungsgründen erfolgt.

## Werk und Bedeutung

### Werk

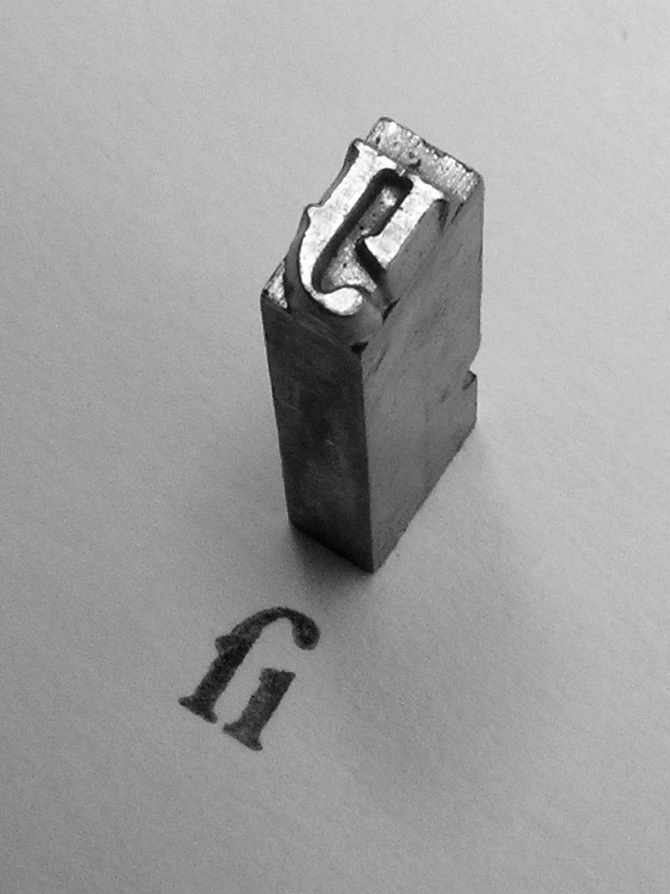
Bleisatz-Ligatur in einer 12-pt-Garamond

Die Buchproduktionen aus seiner kurzen Zeit als Verleger außer Acht gelassen, umfasst Garamonds Werk im Wesentlichen drei Schriften:
- die 1530 für Robert Estienne geschnittene Roman. Sie gilt als Blaupause für Garamonds spätere Schriften – als Modell, dass er im Verlauf seines weiteren Schaffens lediglich vervollkommnet habe,
- die Grecs du Roi – die drei griechischen Schriftschnitte, welche er 1540 für den königlichen Hof erstellte,
- seine 1550 gefertigte Kursivschrift.

Als typografische Neuerungen hinzu kamen einige – wahrscheinlich unter dem Einfluss Geoffroy Torys getätigte – Verfeinerungen und Akzentuierungen des bis dahin gebräuchlichen Alphabets. Hierzu zählt die Einführung einiger Akzentzeichen wie etwa der Cedille und das Apostroph. Zu den Schriften, welche die Forschung heute Claude Garamond zuschreibt, zählen: 17 römische Antiquas (in heutiger Fachterminologie: Roman- oder Regular-Schnitte), 7 kursive Alphabete sowie 8 griechische und 2 hebräische Schriften. Die Bezeichnung „Garamond“ erhielt während der Bleisatzära auch eine etwa 10 Punkt große Kegelgröße.

### Moderne Garamond-Versionen

Unspezifizierte Garamond
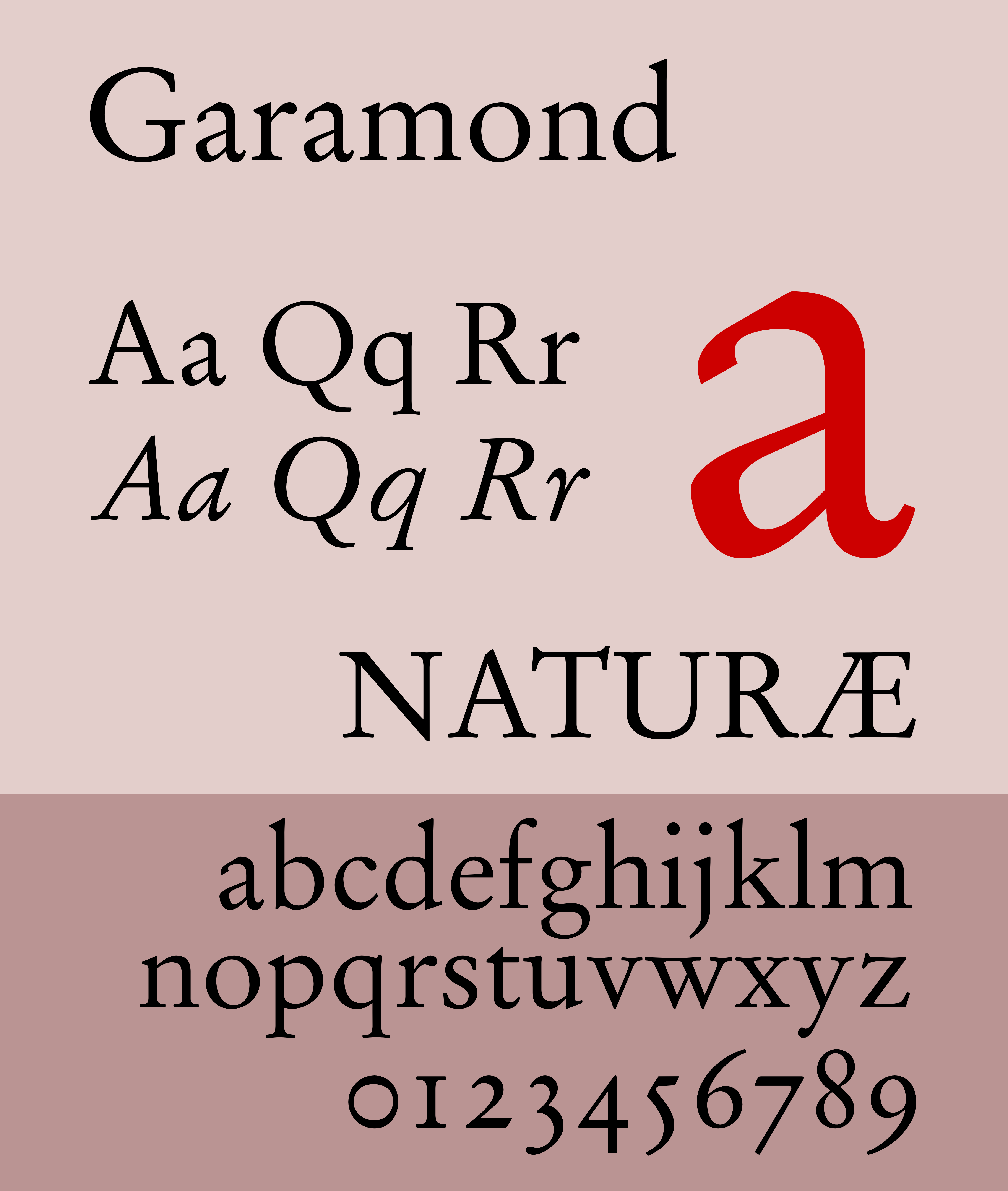
Stempel Garamond (1925)
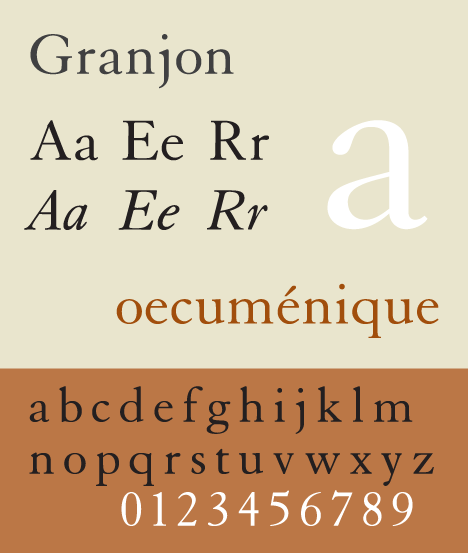
Granjon (1928)
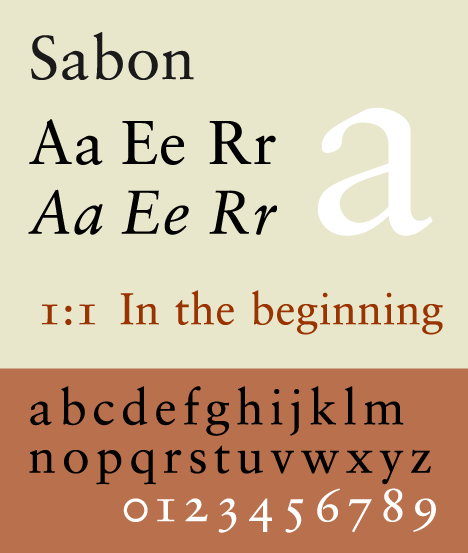
Sabon (1967)
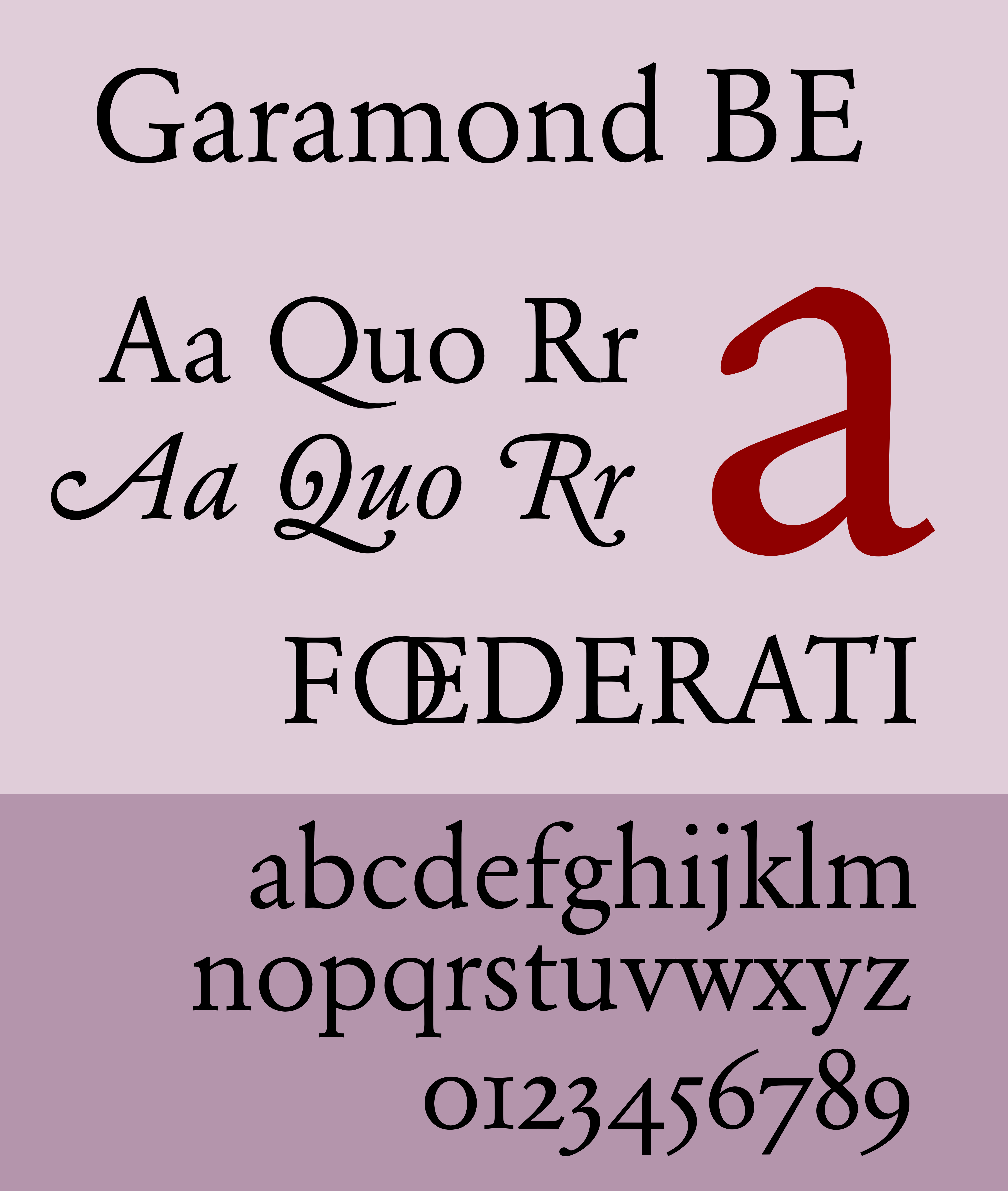
Berthold Garamond (1972)
Adobe Garamond (1989)
Athelas (2008)
EB Garamond (Open Source, 2011)

### Bedeutung
Das fast zeitlose Renommée, welches die Schriften Garamonds bis ins 21. Jahrhundert hinein genießen, war von unterschiedlichen Akzentuierungen gekennzeichnet. Die vorherrschende Bewertung im Verlauf des 20. Jahrhunderts tendierte dazu, Garamonds Position als solitär zu betrachten – als die eines einzigartigen Genies zwischen den Innovationen der späten Inkunabelzeit und dem Aufkommen großer Schriftgießereien ab der Mitte des 17. Jahrhunderts. Der DDR-Typograf und Fachhistoriker Albert Kapr etwa charakterisierte Garamond als den Schriftgestalter, der das Mittelalterliche und Archaische der damaligen Druckschriften abgestreift habe. Eine ähnliche Wertung vollzog der Schweizer Typograf Max Caflisch in seinem Buch Schriftanalysen.

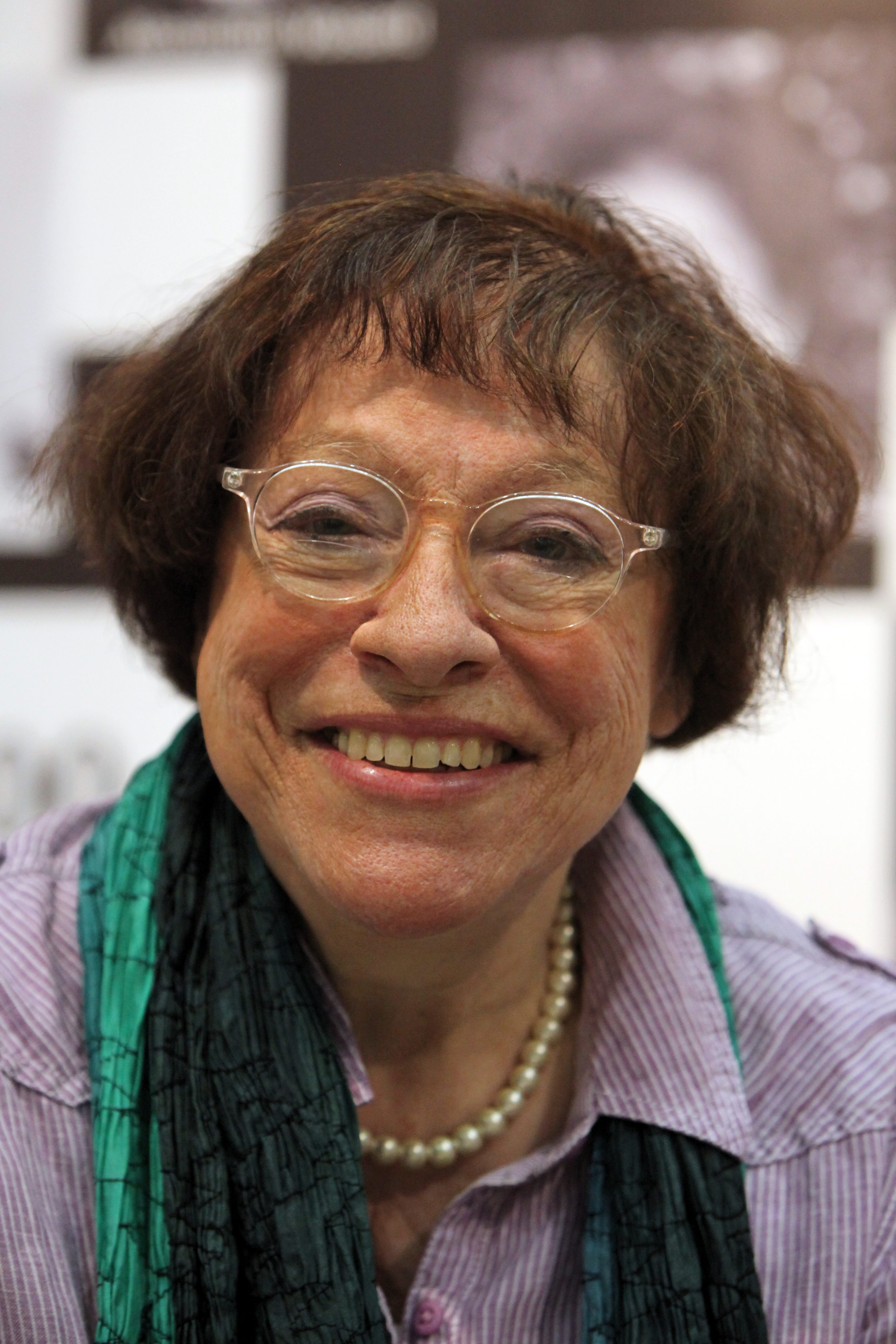
Anne Cuneo, Autorin von Garamonds Lehrmeister

Weitere Bewertungen tendieren in die Richtung, Garamond als einen primus inter pares zu betrachten. Garamond habe zwar in der Tat herausragende Schriften gefertigt. Letztlich sei er jedoch Teil einer Buchdrucker- und Stempelschneider-Szenerie gewesen, die eine Reihe weiterer Talente hervorgebracht habe – wie beispielsweise Antoine Augereau, Jacques Sabon, Robert Granjon oder auch Guillaume Le Bé. Einen fiktionalen Blick auf die Gesamtheit des in Paris ansässigen Druckermilieus lieferte 2004 die Autorin Anne Cuneo mit ihrem historischen Roman Garamonds Lehrmeister. In diesem stellt sie die Geschicke von Antoine Augereau sowie – übergreifend – die Auseinandersetzungen in Paris im Zeitalter der Reformation in den Mittelpunkt.
Teils von stark unterschiedlichen Standpunkten geprägte Auseinandersetzungen beschreibt der Typografie-Autor James Mosley in einem längeren, 2011 veröffentlichten historischen Rückblick. Das Agieren der Imprimerie Royale (beziehungsweise der späteren Imprimerie Nationale) in Schutz nehmend, belegt er im Rahmen seiner Argumentationsführung, wie die Garamond-Schriften im 19. Jahrhundert in Vergessenheit gerieten – unter anderem deswegen, weil die Drucker jener Ära mit den alten Typen nichts mehr anfangen konnten. Detailliert ein geht Mosley auf die 1926 publizierte Enthüllung von Beatrice Warde. Wardes Recherchen bezüglich der Jannon-Schriften, so Mosley, seien zwar respektabel. Allerdings habe sie die Beschlagnahmung eines Teils von Jean Jannons Inventar durch den französischen Staat über Gebühr dramatisiert. Zuspitzend charakterisierte Mosley diesen Part von Wardes Recherche als „hochromantischen Unsinn mit Anklängen an Alexandre Dumas“.
Despektierlich über das Schaffen Garamonds geäußert hatte sich 1834 auch Firmin Didot, Angehöriger der gleichnamigen Pariser Schriftgießer- und Drucker-Dynastie. Anlass: die (von Didot positiv beantwortete) Frage, ob Robert Estienne zu Recht die – der Imprimerie Royale gehörenden – Grecs-du-Roi-Schriften nach Genf mitgenommen habe. Didot, mögliche Ansprüche Garamonds an diesen von ihm geschaffenen Schriften herunterspielend: „(…) Garamond hatte keine eigene Gießerei, er war nur ein Stempelschneider, wenn auch zweifellos ein sehr geschickter, aber sein Ruf als Trinker ist unter den Schriftgießern noch in Erinnerung. Er war immer in Geldnot und bat den Drucker um einen Vorschuss.“
Die neuere Forschung, welche stärker die Unklarheiten bezüglich der frühen Lebensdaten ins Kalkül mit einbezieht, tendiert mehr als früher dazu, die Urheberschaft (oder: Allein-Urheberschaft) von Garamonds frühen Schriften in Frage zu stellen. Der New Yorker Schriftentwerfer George Abrams spitzte diese Fragestellung dergestalt zu, dass man zumindest in dieser Phase davon ausgehen müsse, dass die Entwürfe im Wesentlichen von Augereau, de Colines oder anderen Stempelschneidern im Estienne-Umfeld stammten. Darüber hinaus zog Abrams auch die Urheberschaft Garamonds für die drei Grecs-du-Roi-Schnitte in Zweifel.
Ungeachtet der Tendenz, das Wirken und den Nachlass von Claude Garamond einer realistischeren Betrachtungsweise zu unterziehen, ist das Revival an neuen Garamond-Schriften auch im 21. Jahrhundert ungebrochen. Eine aufsehenerregende Neuerscheinung war die 2005 bei Adobe erschienene Garamond Premier von Robert Slimbach. Das Schriften-Verkaufsportal MyFonts ordnete Claude Garamond 2023 einundzwanzig von der Site distributierte Garamond-Familien zu. Darüber hinaus greifen auch neuere Schriften-Labels wie beispielsweise Type Together weiter auf das Modell Garamond zurück – speziell im Bereich Buchsatz, wo klassische Serifenschriften nach wie vor gefragt sind. Beispiel: die Athelas, eine 2008 veröffentlichte Schrift, die von dem Fachmagazin Page als Alternative zur Garamond hingestellt wurde.